# Kutry transportowe projektu 716
Kutry transportowe projektu 716 – (w kodzie NATO: Deba) seria polskich kutrów transportowych zbudowanych w Stoczni Marynarki Wojennej w Gdyni. Początkowo jednostki klasyfikowano w Polsce jako kutry desantowe, jednak w późniejszym czasie przeklasyfikowano je jako kutry transportowe.
W latach 1988–1991 do służby w Marynarce Wojennej wprowadzono 3 kutry proj. 716, natomiast w latach 2000–2001 wybudowano 3 zmodyfikowane okręty dla Marynarki Wojennej Jemenu oznaczone jako proj. NS-717.

## Zamówienie i budowa
W 1981 roku Dowództwo Marynarki Wojennej rozpoczęło prace nad opracowaniem nowych kutrów desantowych, w celu zastąpienia wówczas używanych jednostek tej klasy. W 1983 roku ukończono projekt studyjny, jak i wstępne wymagania taktyczno-techniczne. Konstrukcyjnie, nowe okręty oparto na sprawdzonym projekcie dna typu „sanie morskie”, które przetestowano na serii eksperymentalnych kutrach desantowych projektu 719. Założono również, że nowe kutry miały być jednostkami zdolnymi do samodzielnego pokonania 150–200 Mm po otwartych wodach, w celu wysadzenia desantu.
W styczniu 1986 roku ukończono projekt techniczny, zaś dwa miesiące później zlecono budowę okrętu prototypowego, a 3 miesiące później zlecono również budowę czterech seryjnych jednostek. Pierwszy KD-11 wcielony został do służby z rocznym opóźnieniem, w roku 1988. W 1989 roku z powodu sytuacji gospodarczej jak i politycznej zrezygnowano z budowy kutrów 4 oraz 5, zaś te o numerach 2 i 3 – późniejsze KD-12 oraz KD-13, przekazano odbiorcy z dwuletnim opóźnieniem. Obecnie jest to ostatni wybudowany w Polsce typ kutrów desantowych.
W latach 2000–2001 roku zbudowano 3 zmodyfikowane jednostki oznaczone jako projekt NS-717 dla Jemenu.

## Konstrukcja

### Opis ogólny
Kutry transportowe projektu 716 są trzyśrubowymi, jednopokładowymi kutrami desantowymi o długości wynoszącej 37,23 metra, szerokości 7,27 metra oraz zanurzeniu 1,68 metra. Wyporność normalna jednostek wynosi 164 ton, zaś pełna 176 ton. Kutry te przeznaczone są do transportu morzem na średnie i małe odległości, załadunku i wyładunku na piaszczystym, nieuzbrojonym brzegu rzutu szturmowego desantu morskiego lub grup specjalnych. Okręty te mogą również transportować ładunki, chorych i rannych oraz wykonywać przejścia w zagrodach minowych i przeszkodach inżynieryjnych. Są przystosowane do działania w południowo-zachodnim Bałtyku i rejonie cieśnin bałtyckich.
W kadłubie przed siłownią, a za częścią ładunkową pokładu głównego (miejsca parkingowego pojazdu desantu) znajduje się pomieszczenie z 30 miejscami leżącymi i 4 siedzącymi dla żołnierzy desantu. Drugie pomieszczenie, z 16 miejscami siedzącymi, znajduje się w przedniej części pierwszej kondygnacji pokładówki. Pomieszczenia mieszkalne załogi znajdują się w rufowej części kadłuba okrętu i składają się z jednej kabiny ośmioosobowej i dwóch dwuosobowych. Dziób kutrów zakończony jest rampą desantową. Okręty te mogą na swoim pokładzie transportować pojazd o masie do 15 ton lub maksymalnie 50 żołnierzy desantu. Załoga składa się z 14 osób.
Napęd stanowią trzy silniki wysokoprężne Zvezda M401A o łącznej mocy 3000 KM, napędzające trzy śruby napędowe. Moment obrotowy zostaje przekazany na wał napędowy za pośrednictwem przekładni redukcyjnej. Tak skonfigurowany układ napędowy pozwala osiągnąć maksymalną prędkość wynoszącą 20 węzłów, natomiast zasięg wynosi 500 mil morskich przy prędkości 16 węzłów.

### Uzbrojenie i wyposażenie
Na uzbrojenie okrętów składa się podwójna armata kalibru 23 mm ZU-23-2M Wróbel. Na pokładówce przewidziano dwa stanowiska dla żołnierzy desantu z naramiennymi wyrzutniami rakiet Strzała-2M i cztery stanowiska dla żołnierzy z karabinami maszynowymi PK. Przed armatą po obu burtach zamontowano dwie wyrzutnie ładunków wydłużonych ŁWD-100/5000 Sosna. W miejsce pojazdu desantu na pokładzie głównym można zainstalować 6 dodatkowych wyrzutni ŁWD-100/5000. Okręty typu 716 posiadają także 4 świece dymne MDSz-5.  
Okręty wyposażone były początkowo w radar nawigacyjny SRN-207A, urządzenie odzewowe „swój” Chrom-K oraz podstawowe urządzenia radionawigacyjne i radiokomunikacyjne, jednak w wyniku modernizacji poprzednie radary nawigacyjne wymieniono na nowsze urządzenia Decca Bridge Master, zaś urządzenie Chrom-K zastąpiono systemem AIS.

### Kutry desantowe proj. NS-717
Kutry desantowe projektu NS-717 powstały w wyniku modyfikacji okrętów projektu 716 na potrzeby Marynarki Wojennej Jemenu. Zbudowane zostały również w Stoczni Marynarki Wojennej w Gdyni. Okręty te w stosunku do pierwowzoru są większe: długość wynosi 41,1 metra, szerokość 7,2 metra, zaś zanurzenie 1,7 metra. Wzrosła także wyporność jednostek – standardowa wynosi 176 ton, zaś pełna wzrosła do 238 ton. Jednostki proj. NS-717 napędzane są przez dwa silniki wysokoprężne Caterpillar 3508B o mocy 746 kW. Prędkość maksymalna wynosi 15 węzłów.
Ich główne uzbrojenie stanowi także podwójna armata kalibru 23 mm ZU-23-2M Wróbel, natomiast okręty te uzbrojone są dodatkowo w dwa wielkokalibrowe karabiny maszynowe kalibru 12,7 mm. Wyposażenie elektroniczne stanowi radar nawigacyjny SRN-207A oraz podstawowe urządzenia radionawigacyjne i radiokomunikacyjne.
Kutry proj. NS-717 mogą przewozić dwa pojazdy, 50 żołnierzy desantu lub też ładunek o masie do 37 ton.

## Służba

### Polska
Pierwszy KD-11 (nr takt. 851) wszedł do służby w 1988 roku, a pozostałe dwa KD-12 i KD-13 (nr takt. 852 i 853) w 1991 roku. Również na skutek zmian politycznych nie zbudowano większej serii, jednak w 2001 roku zbudowano trzy kutry zmodyfikowanego projektu na zamówienie Jemenu (oznaczone jako małe okręty desantowe projektu NS-717). Początkowo okręty nosiły oznaczenie „KD” (kuter desantowy), jednak po przeklasyfikowaniu ich jako kutry transportowe oznaczone są jako „KTr” (kuter transportowy). Obecnie wchodzą w skład 2 Dywizjonu Okrętów Transportowo-Minowych 8. Flotylli Obrony Wybrzeża.

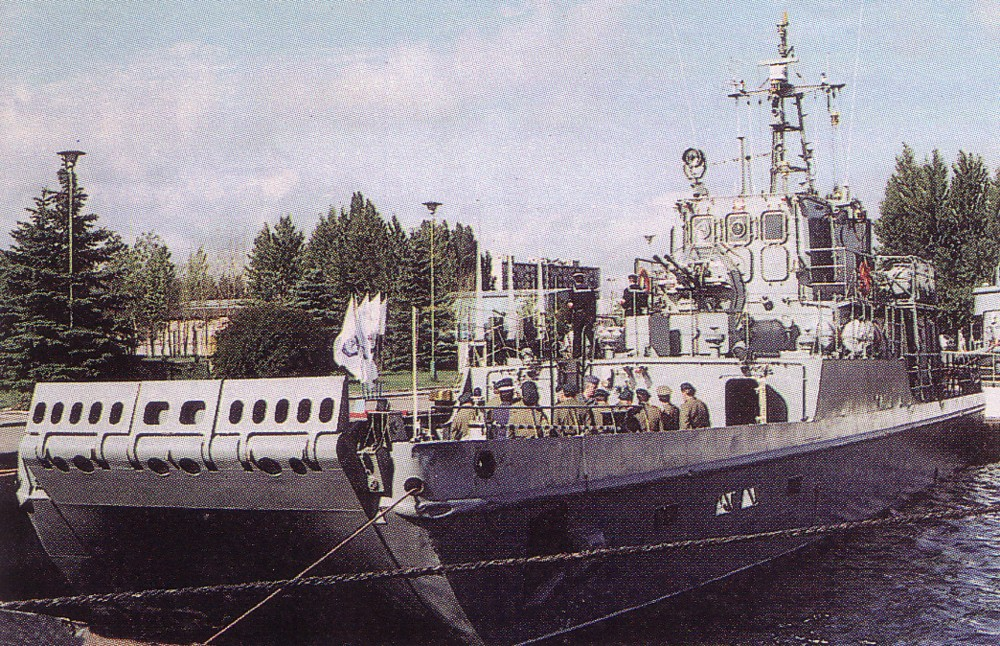
Jeden z kutrów w Sopocie

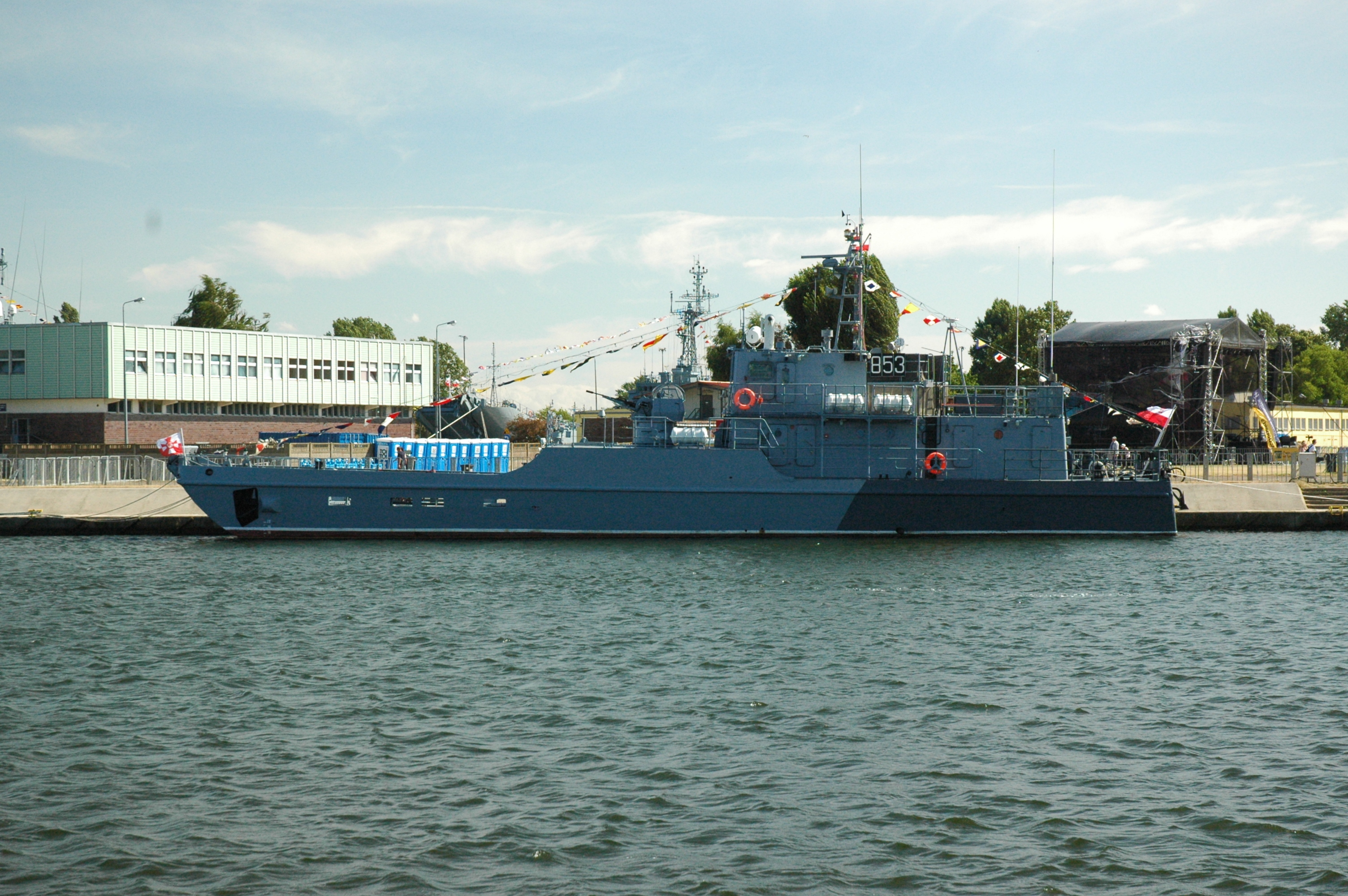
Ktr-853 w Świnoujściu

Do podstawowych zadań kutrów transportowych projektu 716 należy transport morzem i wysadzenie na nieprzygotowany brzeg pododdziałów rzutu szturmowego piechoty oraz grup specjalnych, dowóz zaopatrzenia do walczących w rejonach przybrzeżnych wojsk oraz ewakuacja rannych i chorych z brzegu w rejonie walki. Ponadto okręty te, przy użyciu specjalistycznego uzbrojenia i grup saperskich, mogą likwidować inżynieryjne przeszkody przeciwdesantowe zarówno w wodzie jak i na brzegu. Dodatkowo są w stanie przetransportować na swoim pokładzie 50 żołnierzy wraz z osobistym uzbrojeniem i wyposażeniem.
| Okręt           | Numer burtowy | Wejście do służby | Los okrętu |
| --------------- | ------------- | ----------------- | ---------- |
| KTr-851 (KD-11) | 851           | 7 sierpnia 1988   | w służbie  |
| KTr-852 (KD-12) | 852           | 2 stycznia 1991   | w służbie  |
| KTr-853 (KD-13) | 853           | 3 maja 1991       | w służbie  |

### Jemen
Marynarka Wojenna Jemenu otrzymała 3 okręty projektu NS-717, które wprowadzono do służby w 2001 roku po nazwami „Saba”, „Abdulkori” oraz „Himyer”. Wszystkie trzy okręty zbudowano w latach 2000–2001 w Stoczni Marynarki Wojennej w Gdyni.
| Okręt       | Rok budowy | Wejście do służby | Los okrętu                   |
| ----------- | ---------- | ----------------- | ---------------------------- |
| „Saba”      | 2000       | 30 czerwca 2001   | w służbie (stan na 2020 rok) |
| „Abdulkori” | 2001       | 30 czerwca 2001   | w służbie (stan na 2020 rok) |
| „Himyer”    | 2001       | 30 czerwca 2001   | w służbie (stan na 2020 rok) |